# Flecha Valona 2001
La Flecha Valona 2001 se disputó el miércoles 18 de abril de 2001, y supuso la edición número 65 de la carrera. El ganador fue el belga Rik Verbrugghe. El italiano Ivan Basso y el alemán Jörg Jaksche completaron el podio, siendo respectivamente segundo y tercero.

## Clasificación final
| Pos. | Ciclista             | Equipo        | Tiempo   |
| ---- | -------------------- | ------------- | -------- |
| 1    | Rik Verbrugghe       | Lotto-Adecco  | 4h50'03" |
| 2    | Ivan Basso           | Fassa Bortolo | a 5"     |
| 3    | Jörg Jaksche         | ONCE-Eroski   | a 12"    |
| 4    | César Solaun         | Illes Balears | a 21"    |
| 5    | David Etxebarria     | Euskaltel     | s.t.     |
| 6    | Francesco Casagrande | Fassa Bortolo | s.t.     |
| 7    | Dario Frigo          | Fassa Bortolo | s.t.     |
| 8    | Davide Rebellin      | Liquigas-Pata | s.t.     |
| 9    | Michael Boogerd      | Rabobank      | s.t.     |
| 10   | Peter Luttenberger   | Tacconi Sport | s.t.     |